# Josef Bárta (malíř)
Josef Bárta (14. června 1864 Praha – 15. března 1919 Praha) byl český malíř a grafik.

## Život
Josef Bárta se narodil 14. června 1864 v Praze. Studoval na pražské malířské Akademii u prof. M. Pirnera, u kterého dle Almanachu AVU absolvoval v roce 1898. Dle Prokopa Tomana a nekrologu v Národní politice studoval (od r. 1896) u prof. Julia Mařáka. Jeho jméno však není uvedeno mezi 43 žáky J. Mařáka v katalogu k výstavě „Julius Mařák a jeho žáci“ (NG v Praze, 1999). Zřejmě se jednalo o studium privátní. Tuto verzi nepřímo potvrzuje Viktor Šuman (1929), který uvádí, že Jos. Bárta podědil leptářské náčiní po J. Mařákovi. Časopis Besedy lidu publikuje v roce 1902 (č. 42/1902) kresbu uhlem V malířském ateliéru, která je zřejmě vlastní podobiznou autora.
V letech 1898–1900 byl Jos. Bárta krátce členem SVU Mánes. V dalších letech pak byl členem Výtvarného odboru Umělecké besedy, se kterou vystavoval od r. 1899. Jeho panoramatický lept Praga Caput Regni byl členskou prémií Umělecké besedy v r. 1904.
V letech 1907 až 1910 maloval společně J. Ullmannem a J. Fürstem v Kamenném Přívozu a Mlíkojedech. Zřejmě v tomto období začíná tvořit v duchu Ullmannova impresionismu.
Spolu s Fr. Bartošem tvořil loutky pro Loutkové divadlo Orelské jednoty v Červeném Kostelci a dekorace pro Loutkové divadlo Kroužku přátel mládeže, Pardubice (1918).
Zemřel na tuberkulózu v Praze dne 15. března 1919 a je pohřben na Olšanských hřbitovech. V nekrologu v Národních listech je Josef Bárta považován za jednoho z prvních, kdo u nás pracoval v technice barevného leptu. Posmrtná prodejní výstava byla uspořádána na Královských Vinohradech U Šlajsů (umělecký závod T. M. Šlajse). F. X . Harlas ve své vzpomínce popisoval vznik vystaveného obrazu Sen, který měl Josef Bárta v roce 1914, noc před vyhlášením mobilizace (Lidové noviny, 8. 4. 1919).

## Dílo a účast na výstavách
Není známa raná tvorba Josefa Bárty před studiem na pražské Akademii, kterou absolvoval až ve svých 34 letech. Zřejmě tuto tvorbu (i dle "dětské" signatury) může reprezentovat obraz Pole s havrany. Zajímavostí je i nedatovaná kopie obrazu J. Mařáka Vnitřek lesa. Světozor v letech 1897 a 1898 reprodukoval jeho kartony s náboženskou tematikou ze studijních let u prof. Pirnera a K. M. Čapek-Chod je příznivě hodnotil. Stejný umělecký kritik (Světozor, 25. 11. 1898) se pochvalně vyjadřoval i k perokresbě Podobizna. Jos. Bártu uváděl jako žáka prof. Pirnera a srovnával jej s kvalitami spolužáka Maxe Švabinského. Vliv M. Pirnera a preraffaelistů je patrný zejména v raných ženských figurálních a portrétních obrazech (např. V rozjímání). Dle Prokopa Tomana byl autorem portrétů několika významných osobností: skladatele Antonína Dvořáka (lept z r. 1905), starosty Prahy Vladimíra Srba, spisovatele a skladatele Václava Juda Novotného.
V roce 1899 na vánoční výstavě Umělecké besedy se prezentoval akvarelem Podobizna. Na výstavě Krasoumné jednoty v roce 1900 vystavil perokresbu Pohled na Prahu. Ve Zlaté Praze (11. 12. 1903) nesmlouvavý umělecký kritik K. B. Mádl k příležitosti Vánoční výstavy Umělecké besedy napsal: „Jos. Bárta svědomitě a vytrvale v leptu a oleji zpracovává večerní obraz pohledu na Malou Stranu s Hradčany a v leptech zajisté je světelným efektům tmící se panoramy víc práv, než li ve velké, dost těžké malbě.“ O několik let později (21. 5. 1909) již chválil: „V grafice, rovněž nepříliš četné, Jos. Bárta učinil pokrok podobně jako v malbě: kresbu uvolnil, tóny změkčil a procítil.“ Je otázkou, v jakém roce maluje obraz citlivé barevnosti Léto na vsi inspirovaný obrazy Ant. Hudečka a Ant. Slavíčka z okořského období.  
Na vánoční výstavě Umělecké besedy v roce 1904 Jos. Bárta vystavil lept Hradčany a velký obraz Prahy. F. X. Harlas (Osvěta, č. 1, s. 83) jej pozitivně hodnotil: „Bárta vystavil velký obraz Prahy, pohled ze svého ateliéru na Pražský most, Malou Stranu a Hradčany za večerních červánků. Úchvatný pohled na tuto část města s hladinou Vltavy v popředí, ... jest tu podán s přesvědčivou zaníceností, ... se zjevným citem pro nevšední krásu obrysů a pro poesii vzduchové nálady.“ Zřejmě ze stejného období okolo roku 1905 je i technicky a kompozičně zdařilý obraz Josefa Bárty Lesní imprese, který prozrazuje vliv J. Mařáka a byl vystaven v Galerii Kroupa na výstavě "Julius Mařák a jeho žáci" (r. 2012).
Okolo r. 1908 dokončil velký olej s tématem tzv. baignades – Koupající se hoši (165 × 194 cm), který architekt Jan Kotěra umístil do haly nově postavené vily ministra veřejných prací Karla Marka. Na Jubilejní výstavě Krasoumné jednoty v Praze v r. 1908 byl zastoupen oleji Vrby a Staroměstské náměstí. Český svět (21. 4. 1911) publikoval pohled do interiéru jarní výstavy Krasoumné jednoty v Rudolfinu s obrazem Jos. Bárty (téma pražského tržiště).
Ve zralém období jeho spíše dekorativně cítěná tvorba reflektovala vlivy impresionismu a secese a byla blízká pojetí K. Langera a J. Ullmanna (např. Dáma v parku, Podzimní procházka parkem, Letní krajina, V aleji, Rákosí a Podzimní cestou).

## Galerie

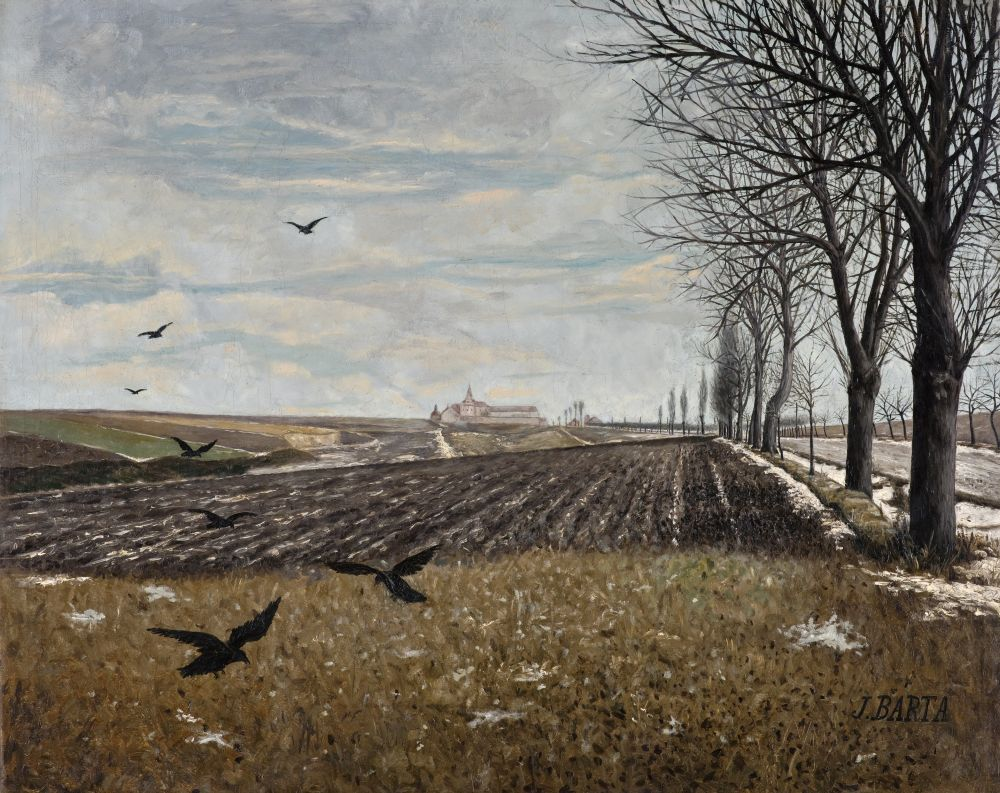
Josef Bárta Pole s havrany
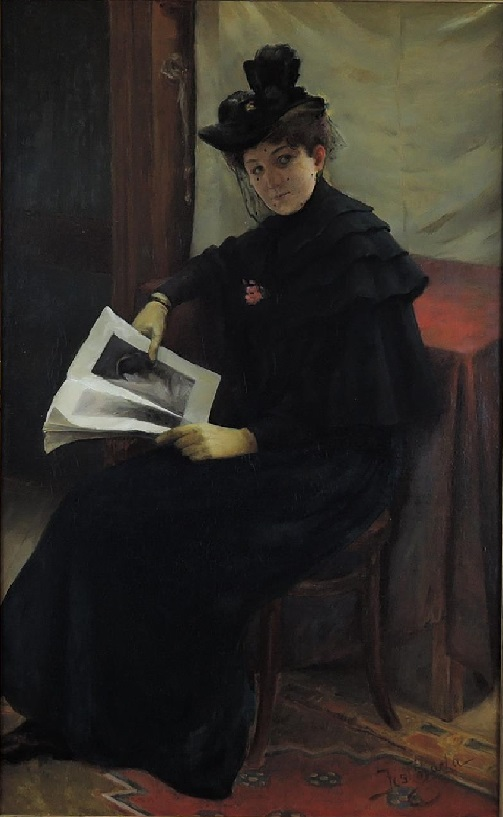
Josef Bárta Dáma v černém
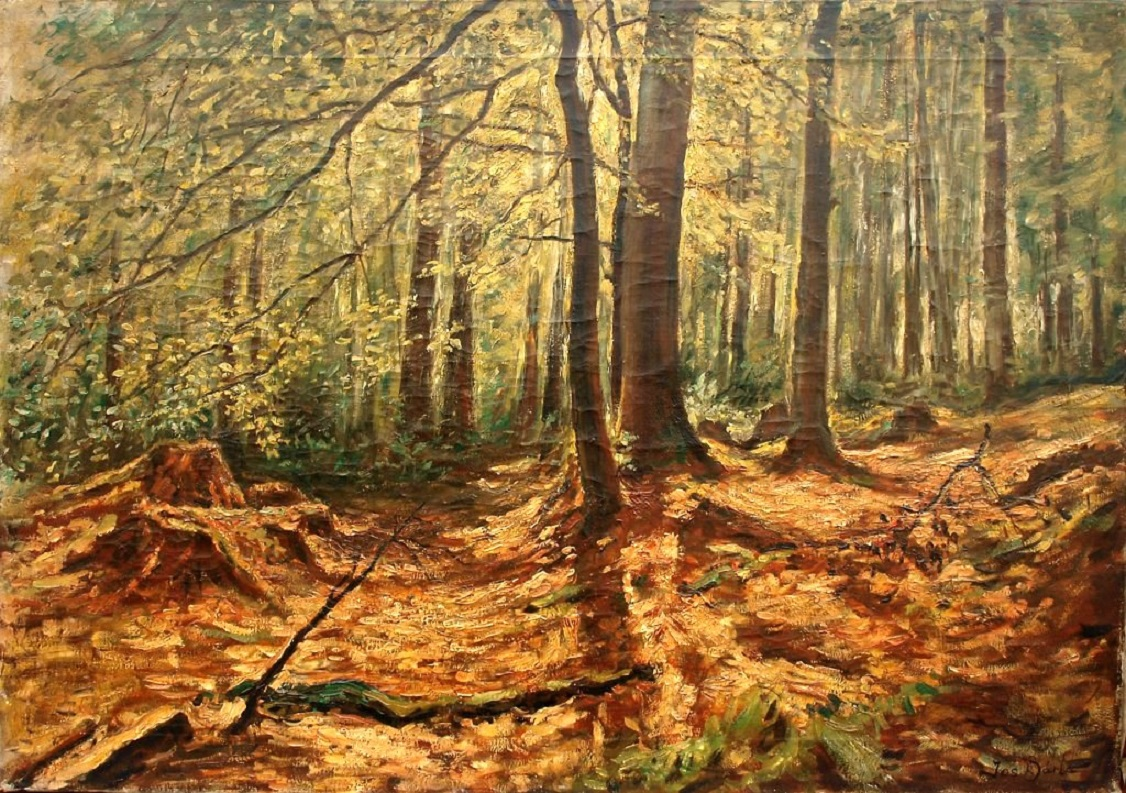
Josef Bárta Vnitřek lesa (dle J. Mařáka)
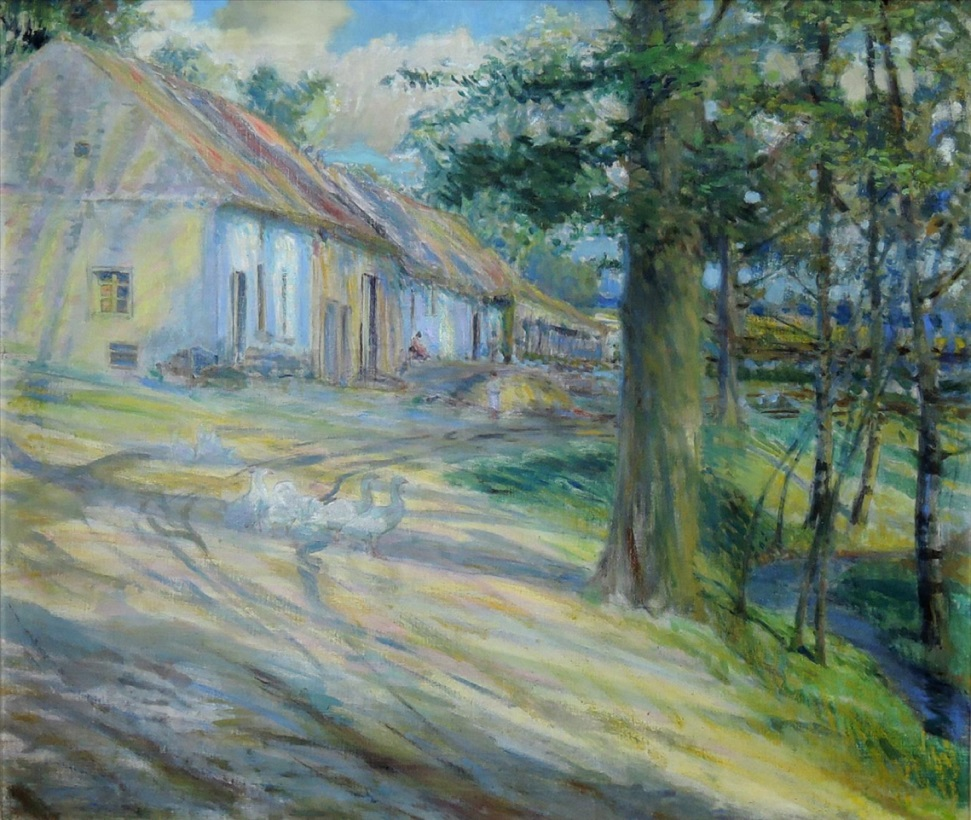
Josef Bárta Léto na vsi
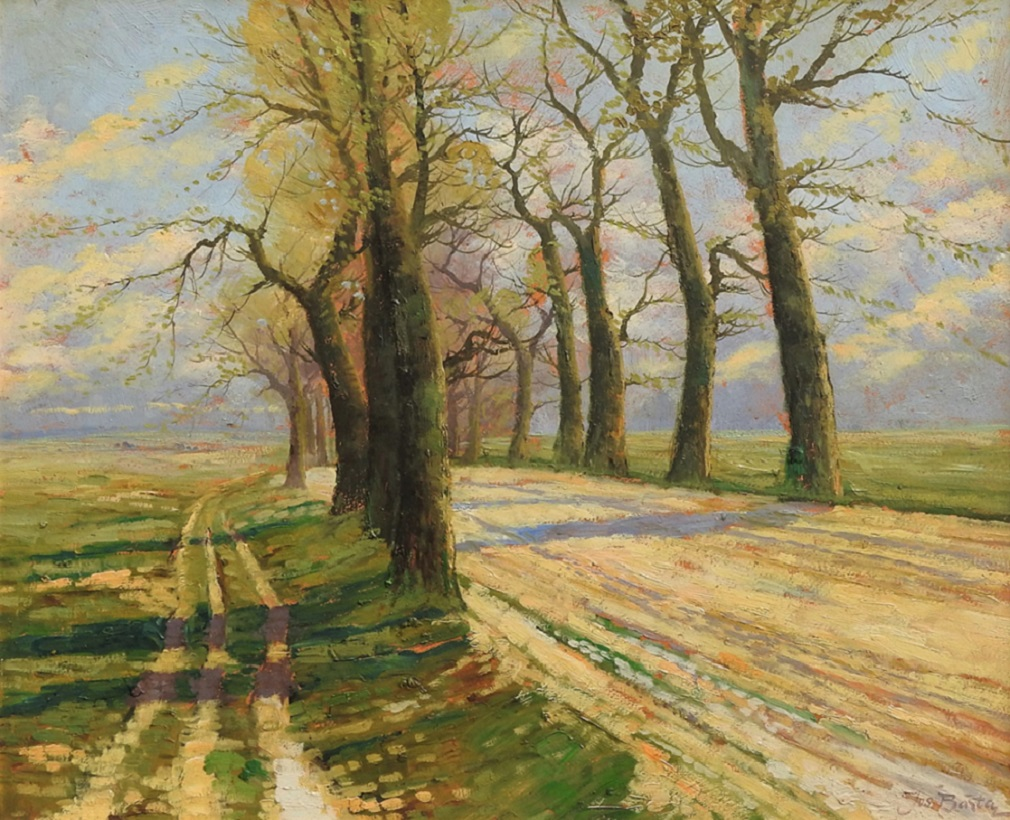
Josef Bárta Stromy u cesty
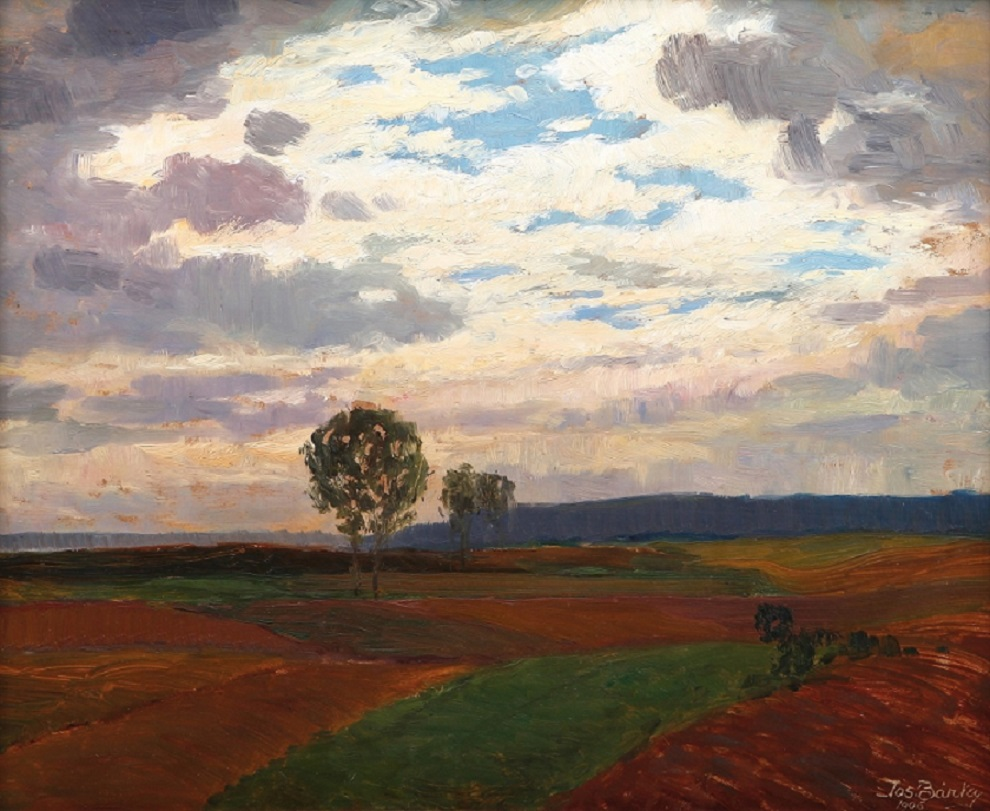
Josef Bárta Před bouří (1906)
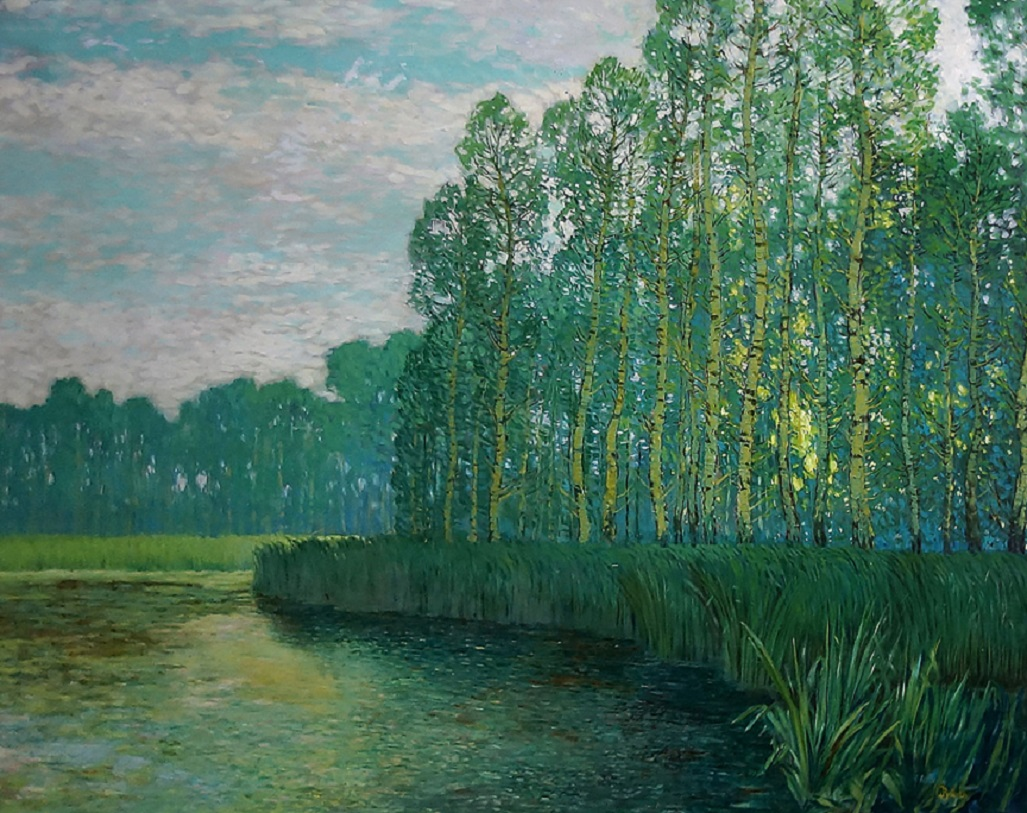
Josef Bárta Rákosí
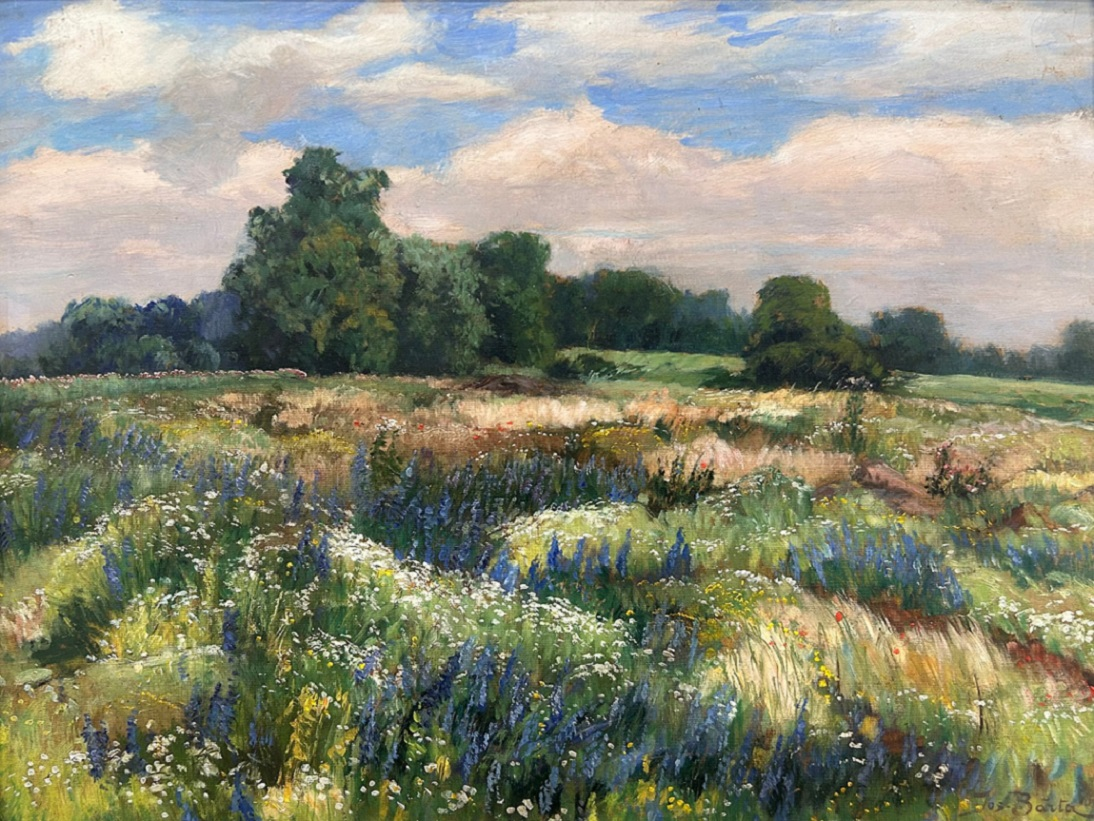
Josef Bárta Kvetoucí louka
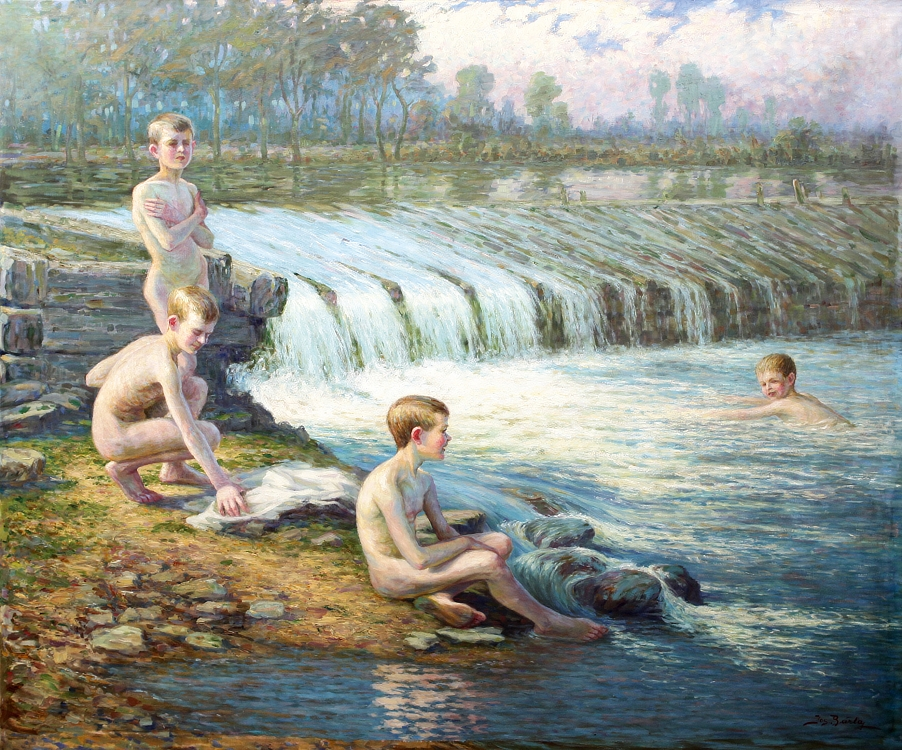
Josef Bárta Koupající se hoši (kol. 1908)
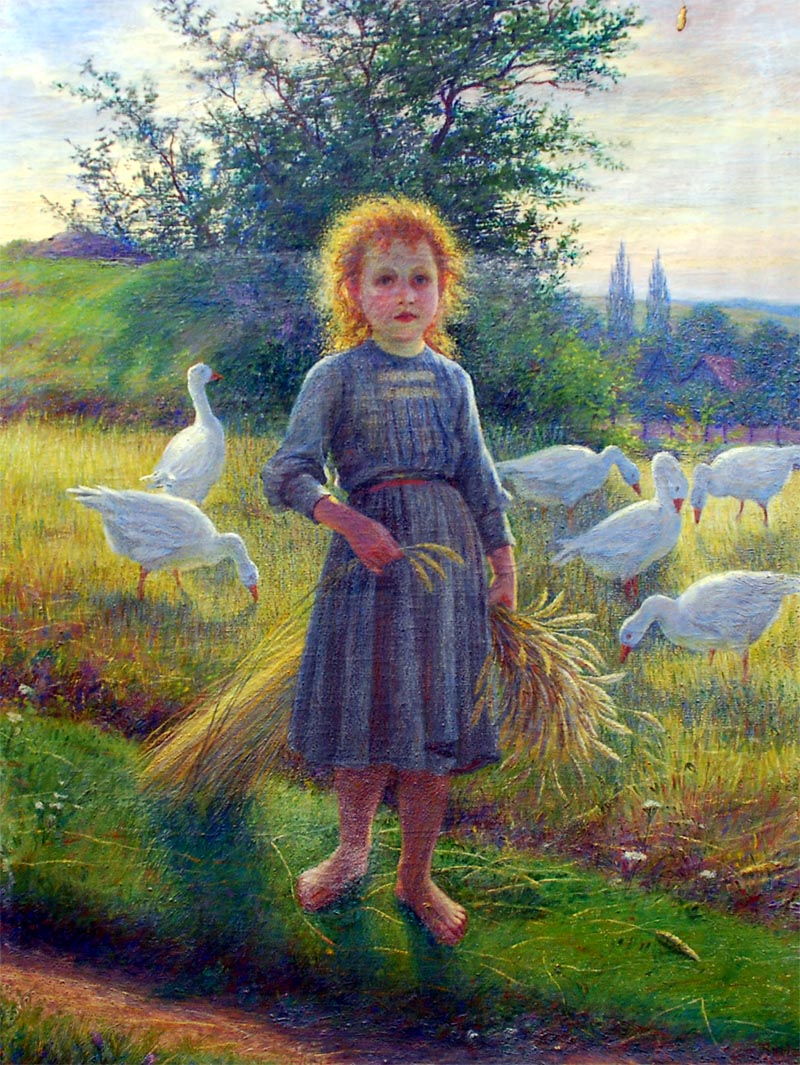
Josef Bárta Husopaska
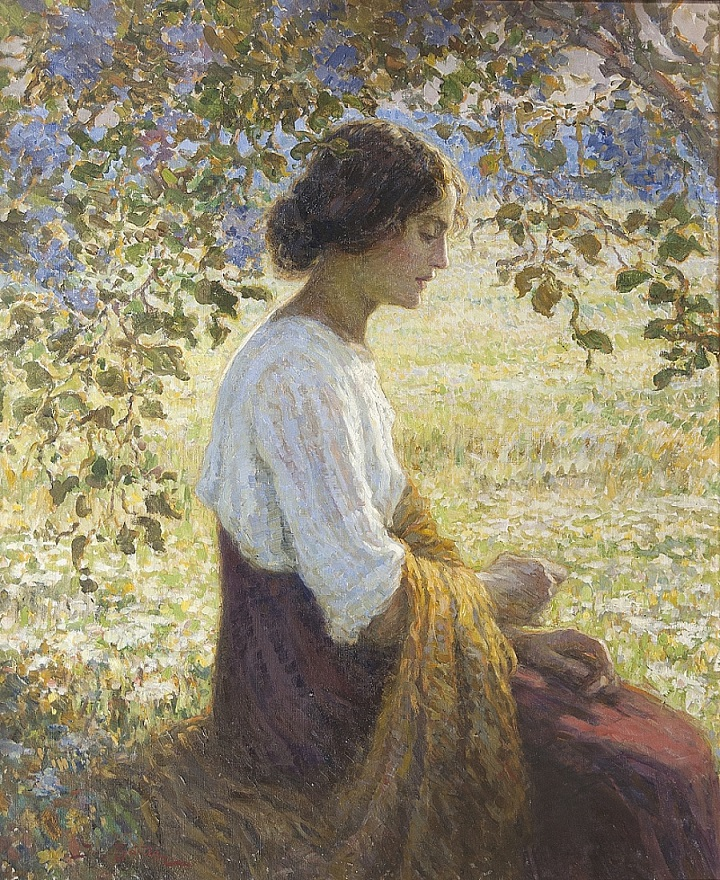
Josef Bárta V rozjímání
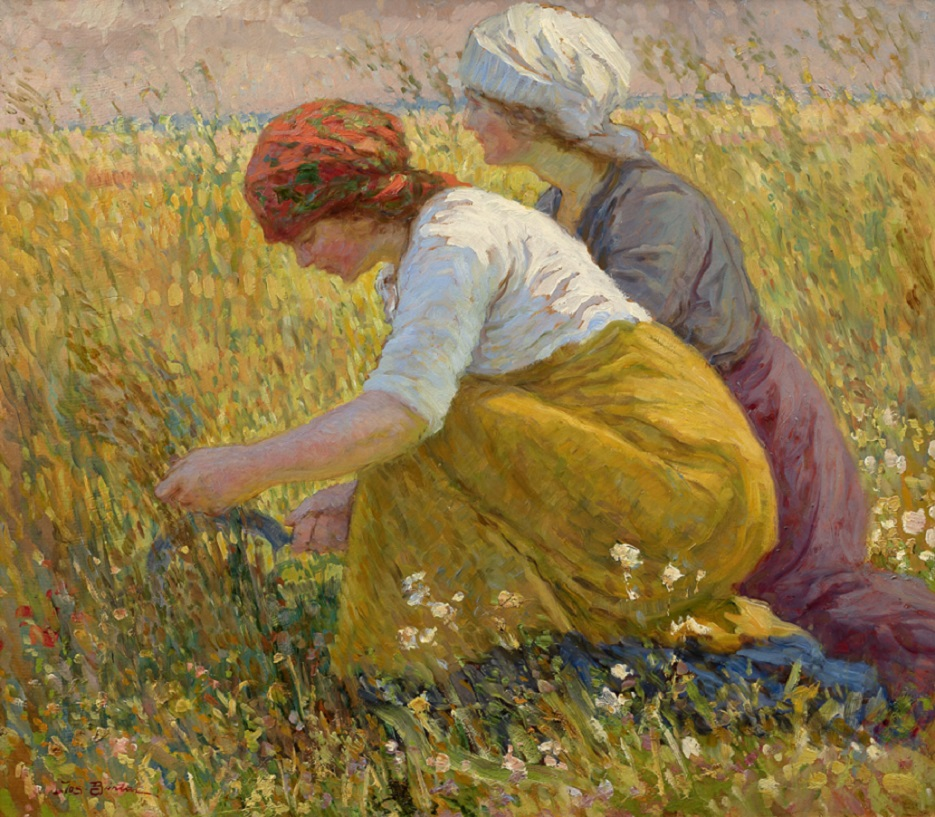
Josef Bárta Žnečky (kol. 1910)
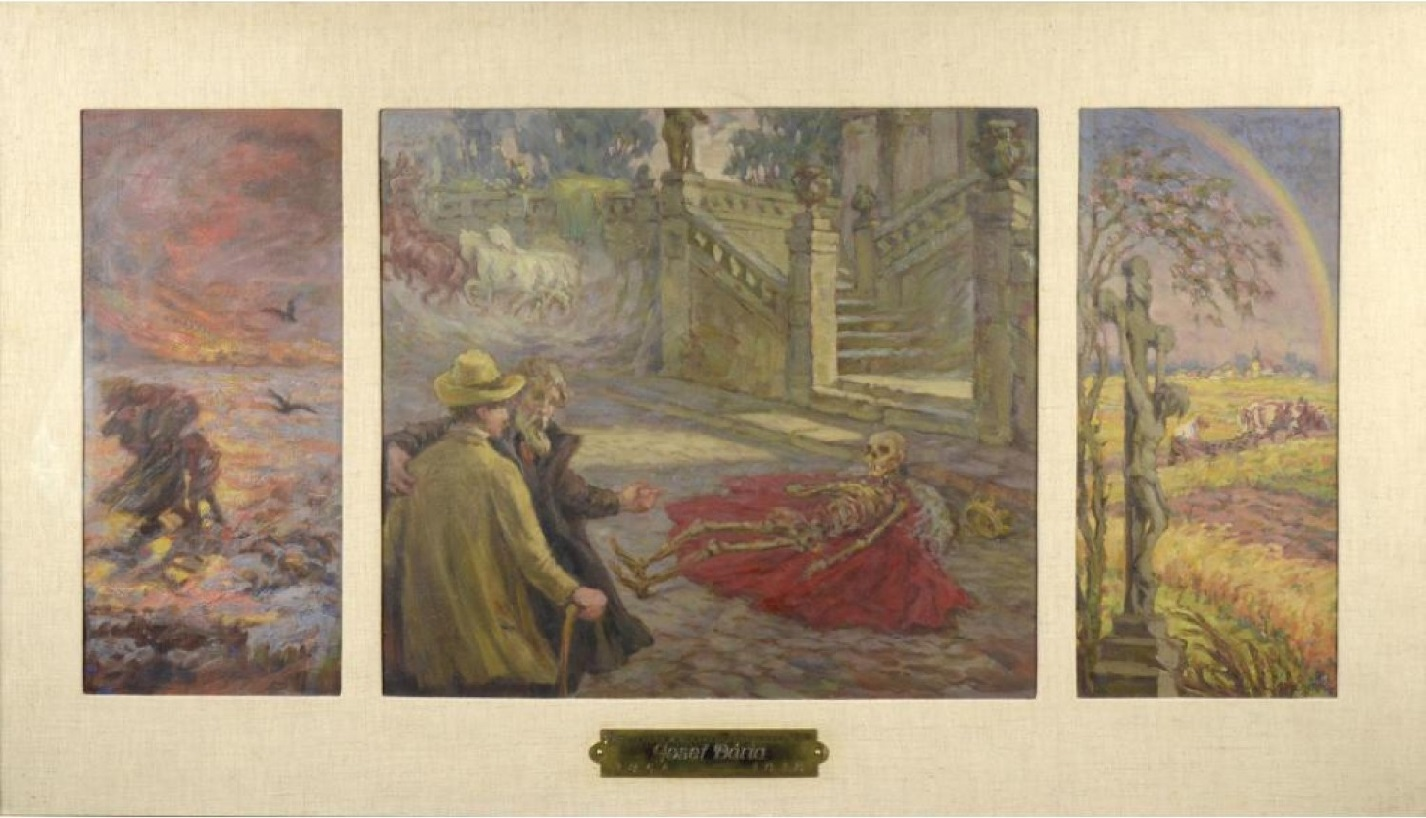
Josef Bárta Sen (1914)
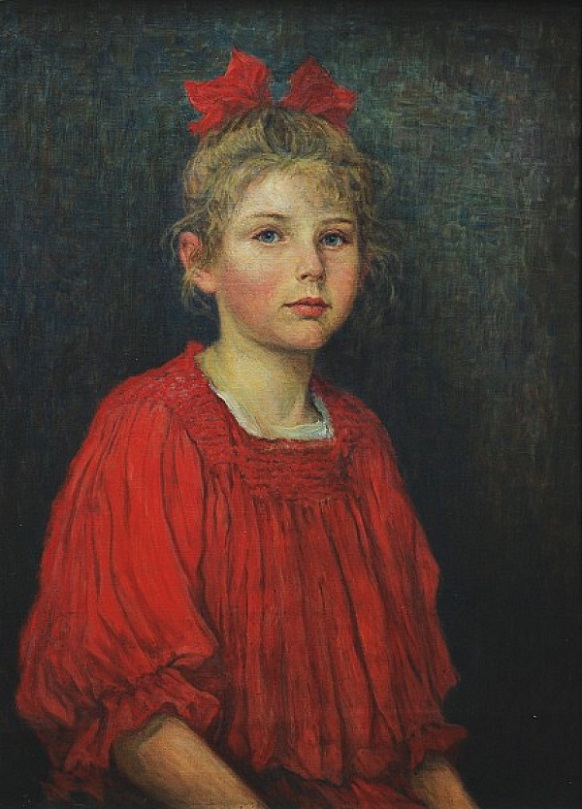
Josef Bárta Portrét dívky (1916)
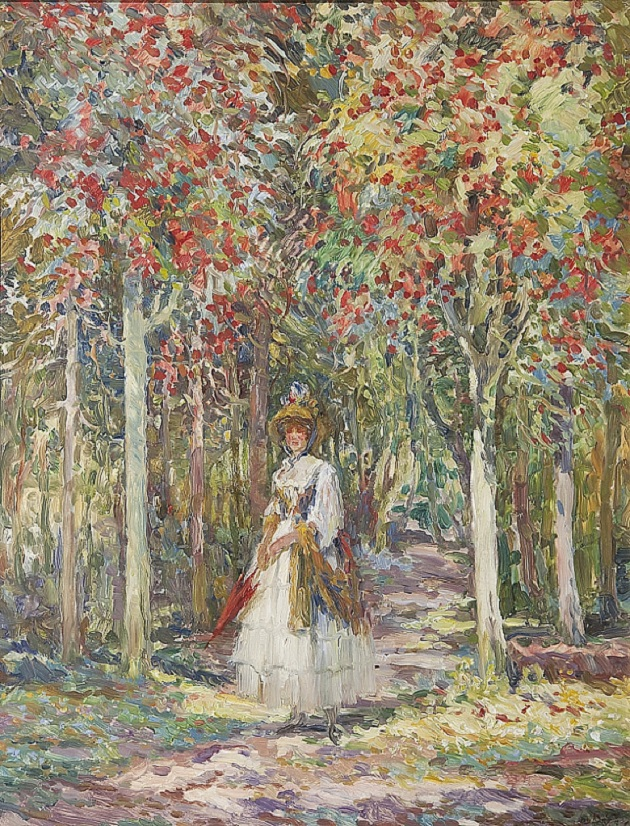
Josef Bárta Dáma v parku
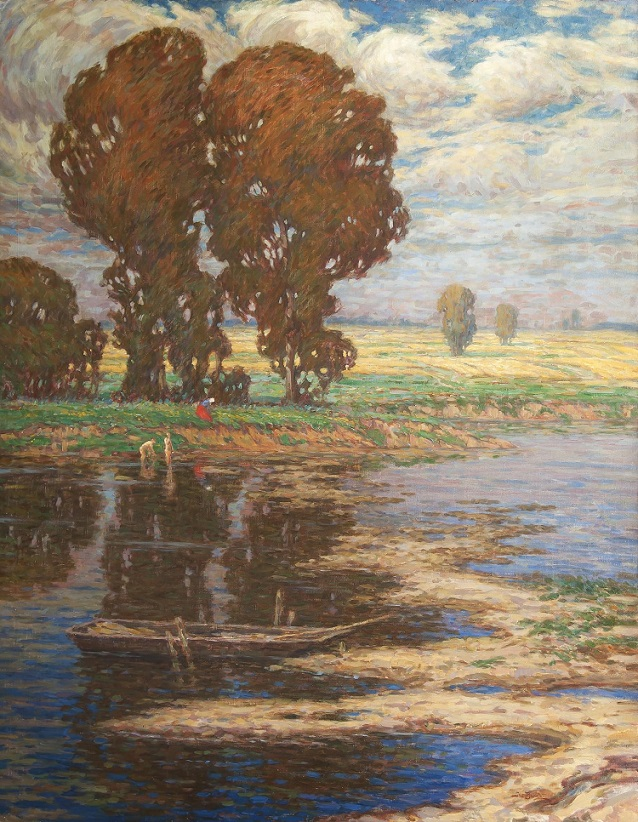
Josef Bárta Koupání (kol. 1912)
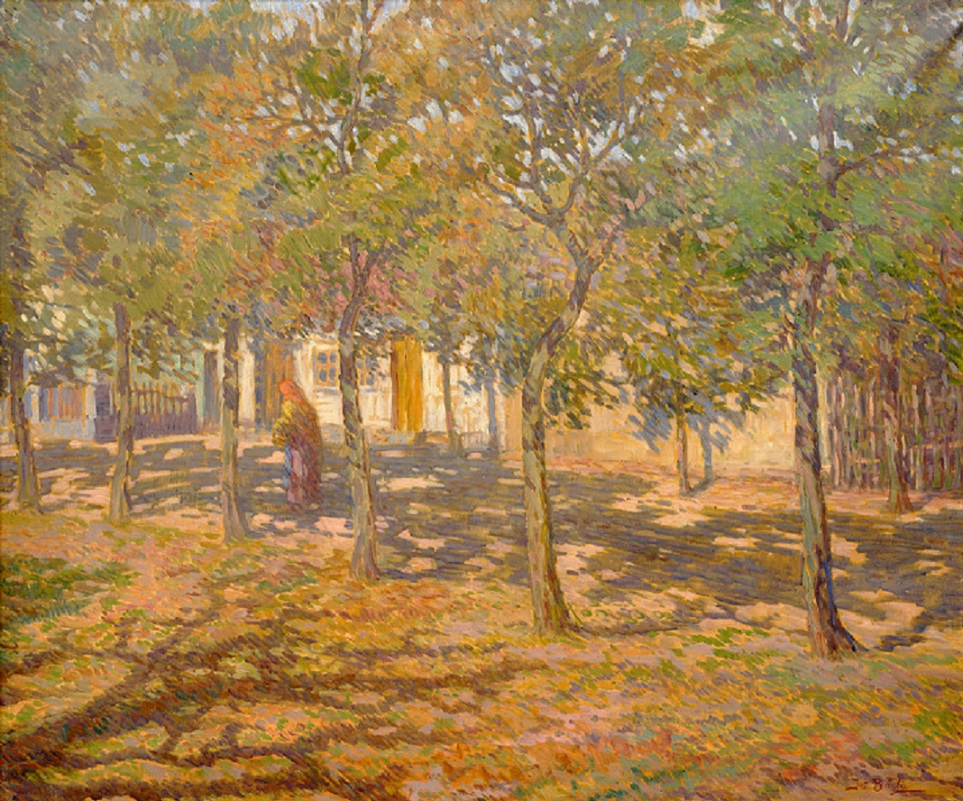
Josef Bárta V aleji (kol. 1914)
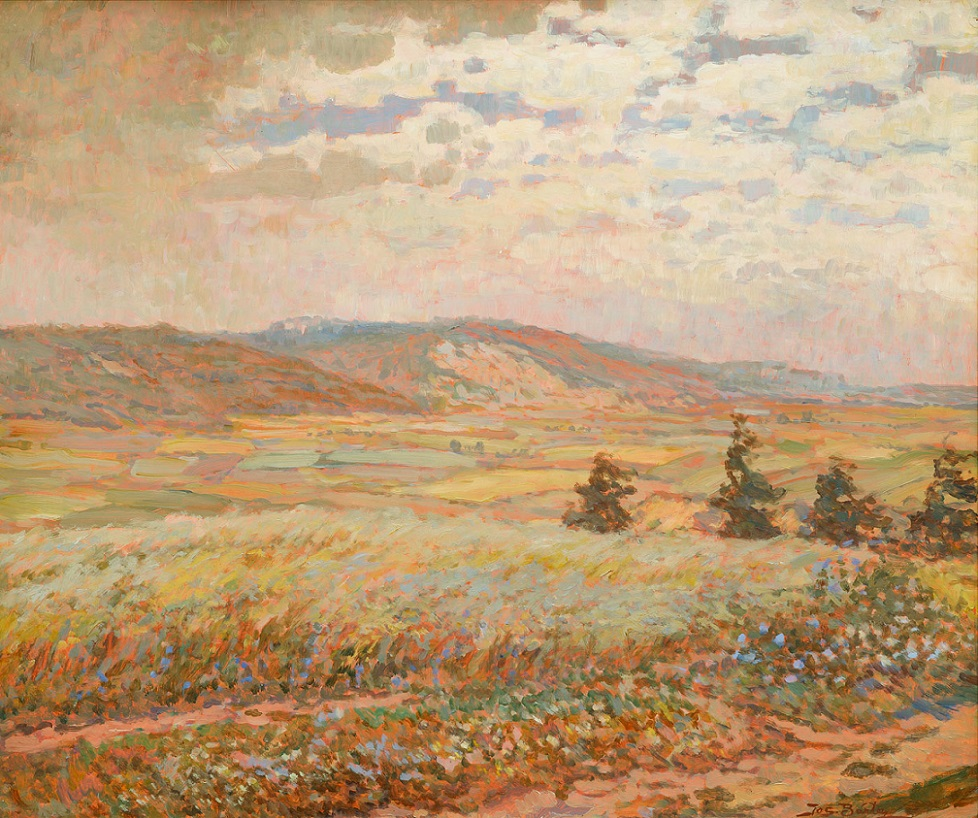
Josef Bárta Letní krajina
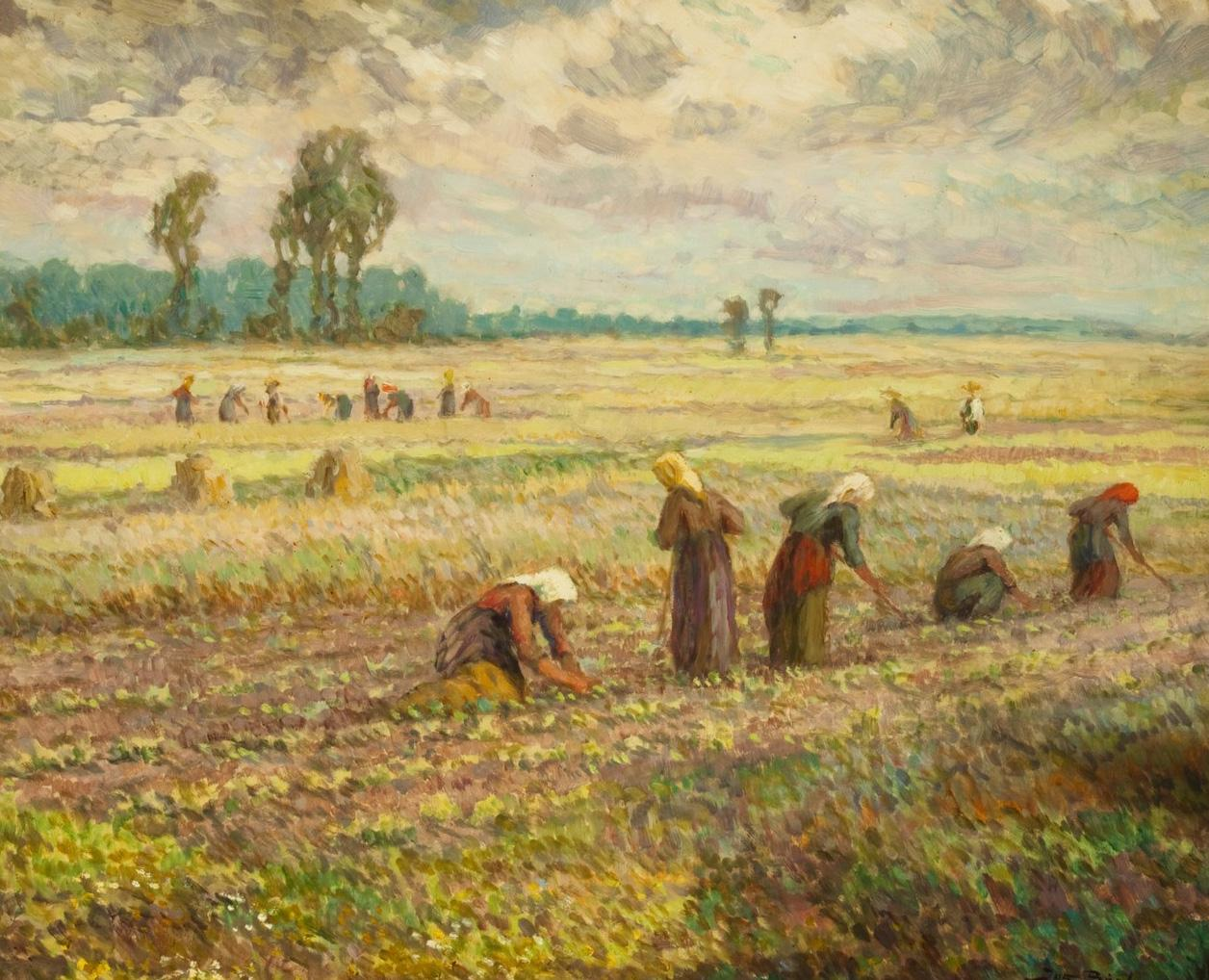
Josef Bárta Ženy na poli
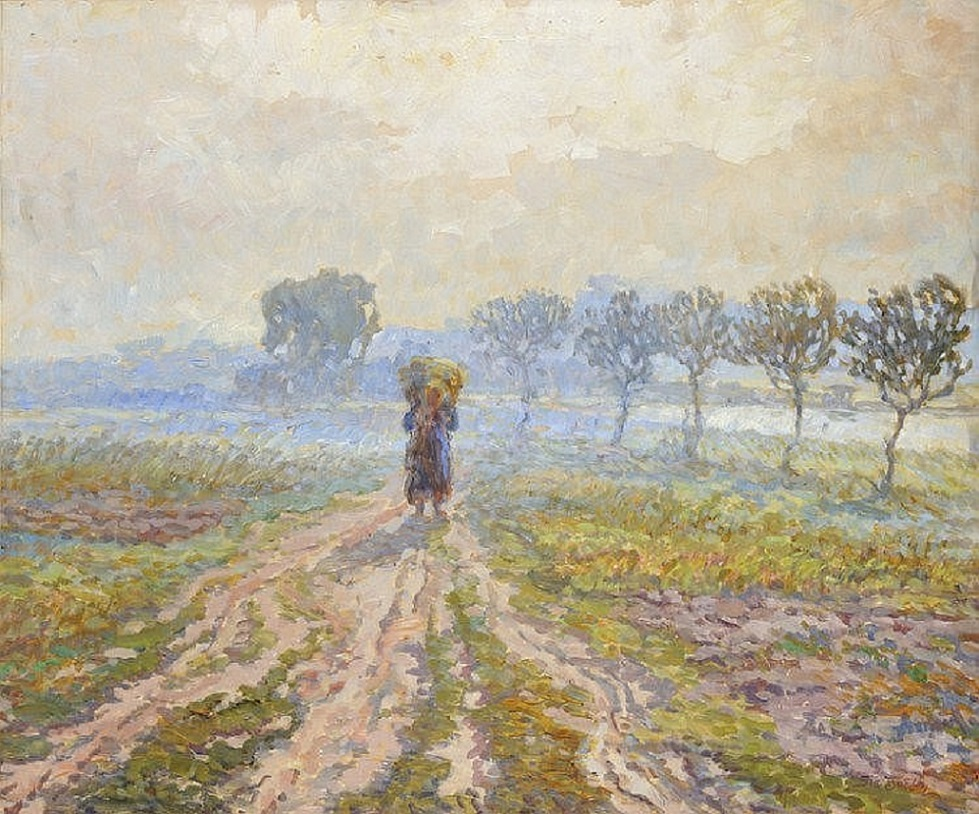
Josef Bárta Na cestě
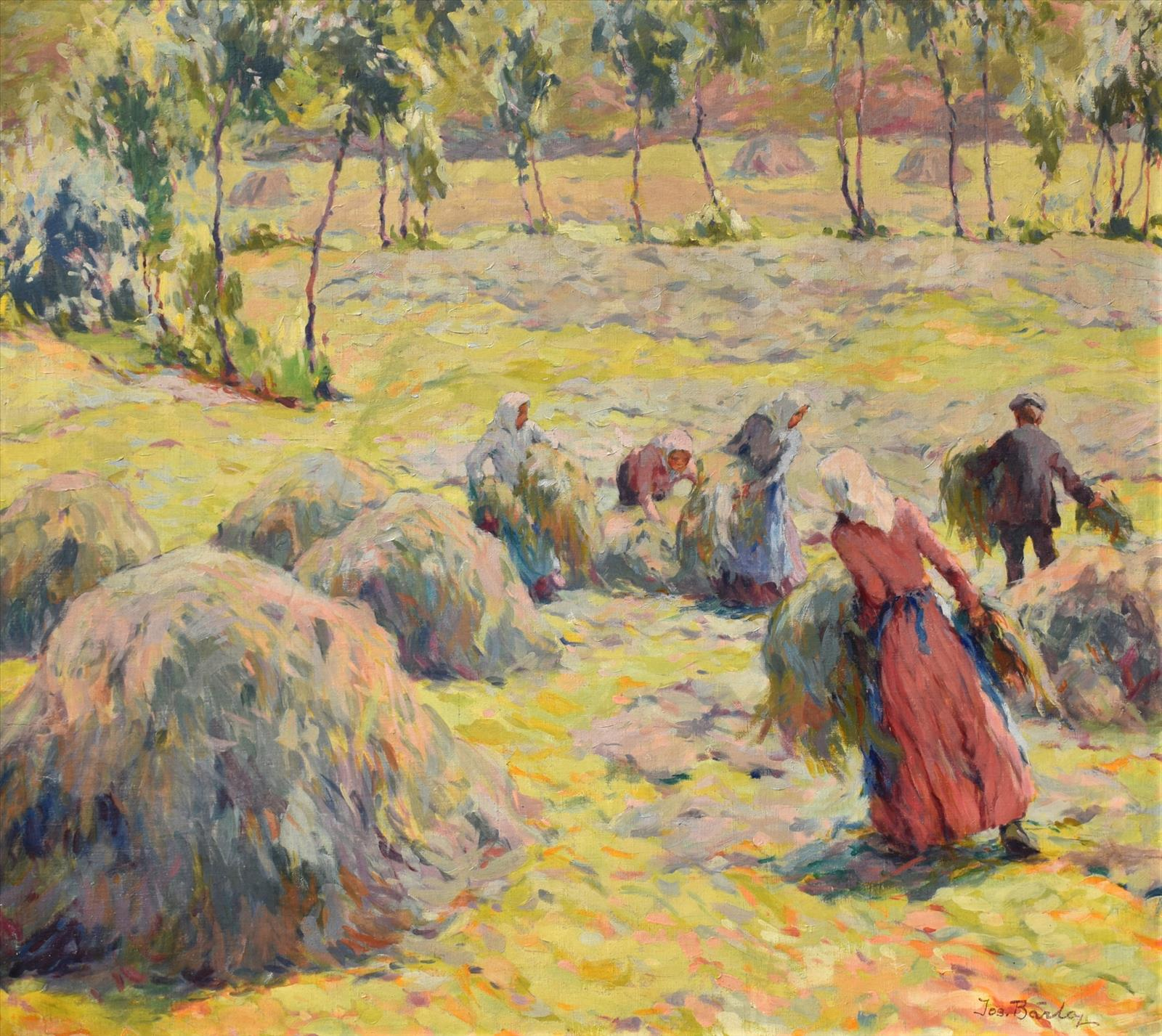
Josef Bárta Žně
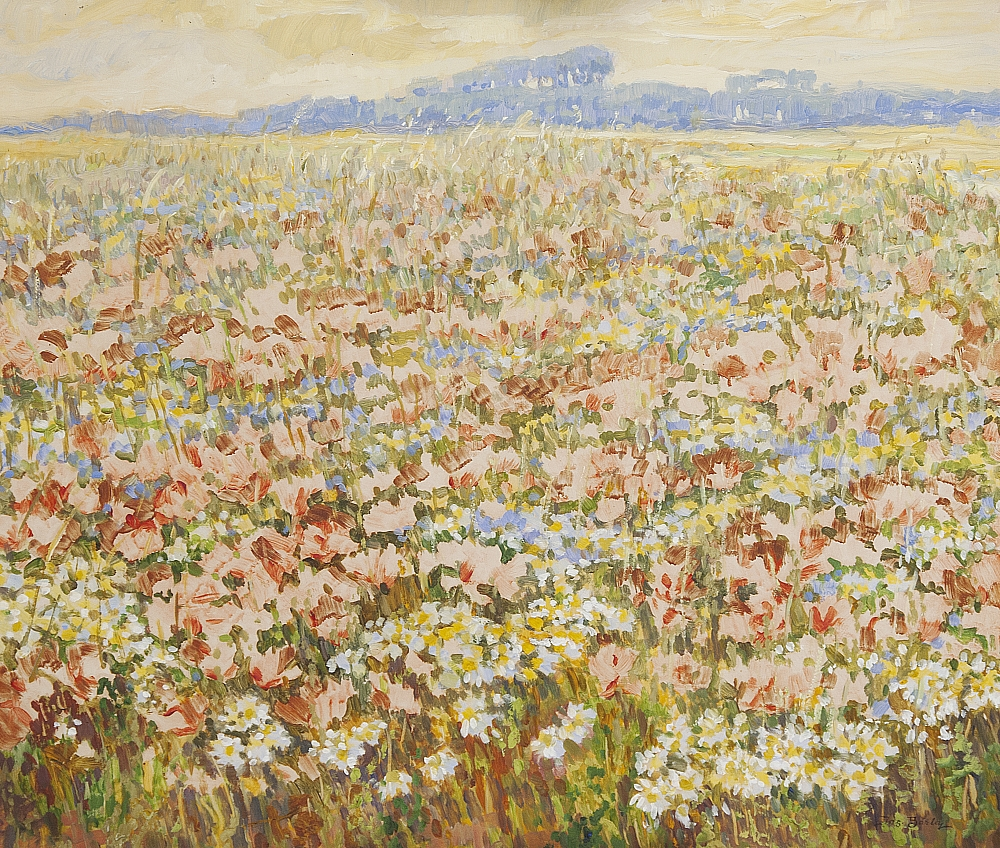
Josef Bárta Rozkvetlé pole
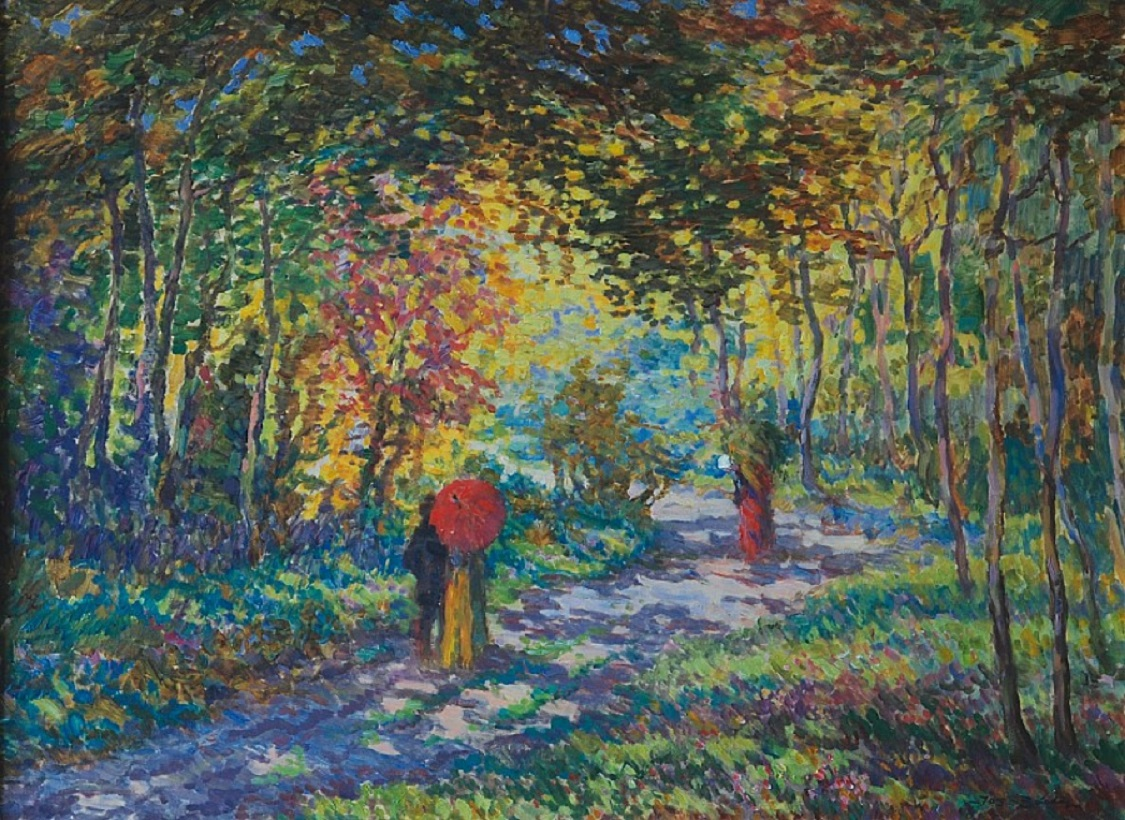
Josef Bárta Podzimní procházka parkem
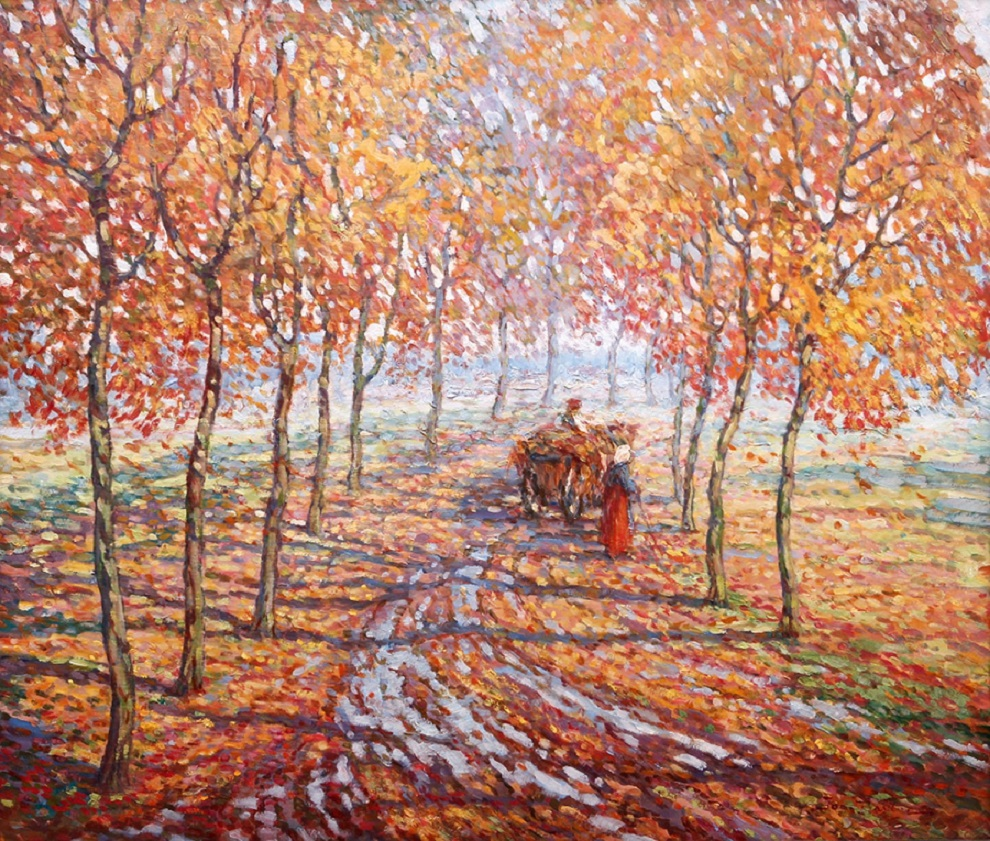
Josef Bárta Podzimní cesta
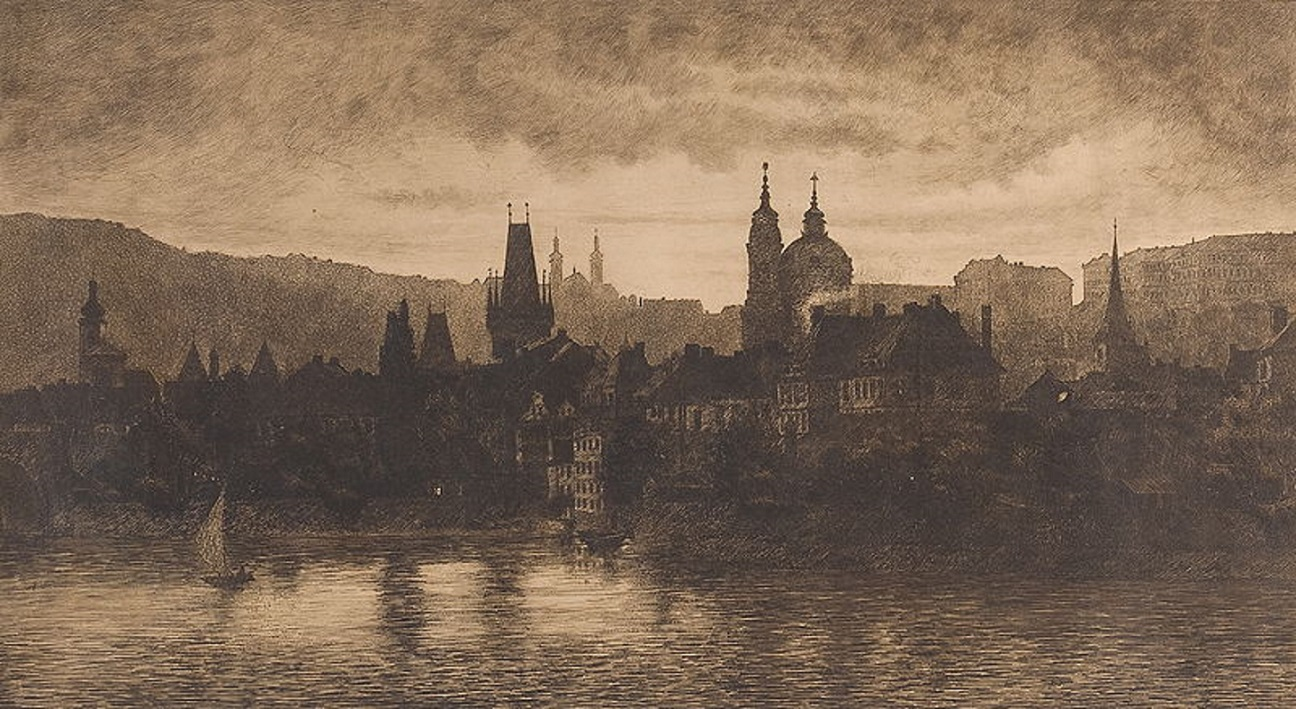
Josef Bárta Panorama Malé Strany (lept)
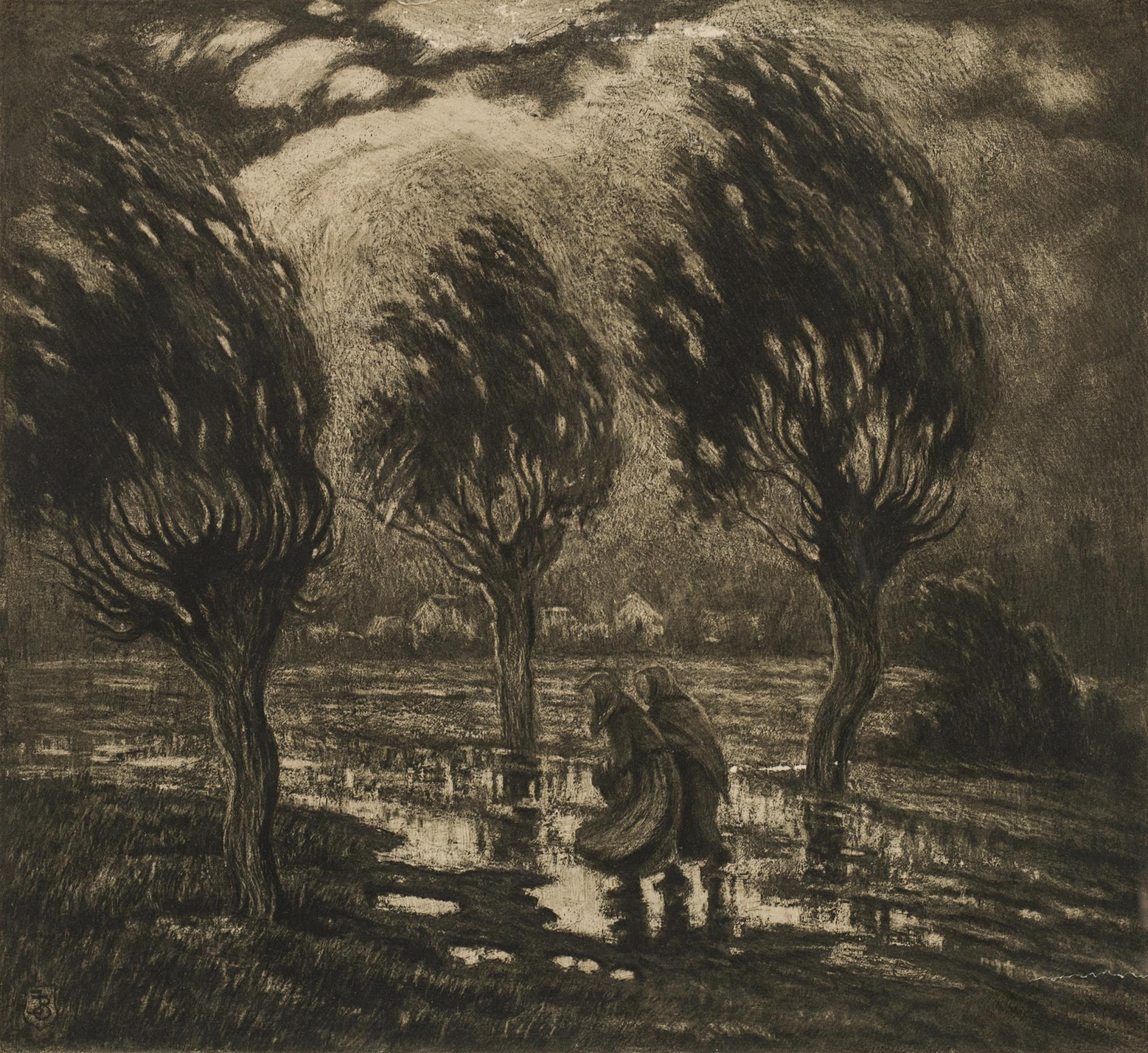
Josef Bárta Ve větru (litografie)